# 胡寶珍
胡寶珍（1924年—），醫生，台灣白色恐怖受難者。

## 生平
台南市出身，台南州立第二中學校（即今日的台南一中）、台北帝國大學預科卒業。
國立臺灣大學醫學院（當時延用日式醫學部制度，醫學院沒有分系，現在的牙醫學系、藥學系等都還沒有成立）第2屆畢業（1948年莊長恭校長和杜聰明院長任內）。
1950年5月13日與許強（第三內科主任）、胡鑫麟（眼科主任）、蘇友鵬（耳鼻咽喉科）3位醫師同時在台大醫院被抓捕。
判刑10年，大部份時間關在綠島，1960年被釋放，在新營開業，受到長期監控。